# 东京都立松泽医院
35°39′59″N 139°37′12″E / 35.66639°N 139.62000°E
东京都立松泽医院（／ Tōkyōtoritsu Matsuzawa Byōin），位于日本東京都世田谷区上北泽，建于1879年（明治12年）7月，當時名為東京府癲狂院（／ Tōkyōfu Tenkyōin），位於上野公园内，1889年迁至东京市巢鸭，更名为东京府巢鸭医院（／ Tōkyōfu Sugamo Byōin）。之后又歷經數次遷院，1919年11月遷至現址，並定名為東京府松澤醫院（／ Tōkyōfu Matsuzawa Byōin），1943年配合東京府改制東京都，更為現名。
此醫院是全日本最大最古老的精神科医院，除了精神科，還拥有内科、外科、神经外科、齿科等專科。

## 年表
- 1872年（明治5年） - 于东京府本乡设立养育院。
- 1879年（明治12年）7月 - 于东京府上野的上野公园设立东京府癫狂院。执行养育院职能的同时收容精神病患者。
- 1881年（明治14年）8月 - 迁至东京府本乡区（日语：本郷区）向丘。
- 1886年（明治19年）6月 - 迁至东京府小石川区（日语：小石川区）巢鸭驾笼町。
- 1889年（明治22年） - 改称为东京府巢鸭医院。
- 1901年（明治34年） - 东京帝国大学教授吴秀三（日语：呉秀三）兼任院长。
- 1916年（大正5年） - 东京帝国大学精神病理学讲座自巢鸭医院分离。
- 1919年（大正8年）11月7日 - 迁至东京府荏原郡松泽村（日语：松沢村 (東京府)），更名为东京府松泽医院。
- 1943年（昭和18年）7月 - 配合東京府改制東京都，改名为现在名称。
- 1945年（昭和20年）5月 - 接受青山脑科医院（日语：青山脳病院）（世田谷区松原）转让，作为东京都立松泽医院梅丘分院（日语：東京都立梅ヶ丘病院）开业。

## 诊疗科目
- 精神科
- 心理科
- 内科
- 神经内科
- 外科
- 神经外科
- 骨外科
- 血液科
- 皮肤科
- 泌尿外科
- 妇科
- 耳鼻喉科
- 齿科
- 放射科
- 麻醉科
- 药剂科
- 检查科
- 营养科
- 康复科
- 护理科
- 日间照护（英语：day care）
- 社会回归支援

## 交通方式
- 京王线八幡山站徒步约5分钟

## 外部連結
- （日語）https://www.byouin.metro.tokyo.lg.jp/matsuzawa/ （页面存档备份，存于）]
- （日語）https://www.byouin.metro.tokyo （页面存档备份，存于）.lg.jp/shoukai/matsuzawa/[] （页面存档备份，存于）